# Gare de Xipu
La gare de Xipu est une gare ferroviaire chinoise situé à Pidu, à proximité de Chengdu. L'accès de la gare est au niveau rez-de-chaussée et le quai est situé sur le viaduc. 
C'est le seul cas en Chine où la ligne de longue distance (CRH) et le métro (ligne 2) sont combinés dans la même gare et partagés sur le même quai.

## Situation ferroviaire
La gare est située au point kilométrique (PK) 17 de la Ligne de Chengdu à Dujiangyan, où se trouve à la commune de Xipu, dans le district de Pidu (Xian de Pi avant 2016). 

## Histoire
La gare est inaugurée le 12 mai 2010, soit deux ans après le Séisme de 2008 au Sichuan. Cette gare est desservie par la ligne 2 du Métro de Chengdu depuis le 18 juin 2013.

## Exploitation
Comme la Ligne de Chengdu à Dujiangyan est une ligne exclusivement réservée au CRH, la gare de Xipu ne dessert aucun train classique. Depuis le 18 juin 2013, la gare devient également le terminus de la ligne 2 du métro de Chengdu.

## Dessertes
La gare de Xipu est aujourd'hui desservie quotidiennement par 46 lignes aller-retour.
| Les destinations accessibles directes au départ de la gare de Xipu                                       |                                                                       |                    |
| - Les destinations dans chaque cellule sont classées par ordre alphabétique du pinyin du nom de la gare. |                                                                       |                    |
| Province                                                                                                 | Destination                                                           | Destination        |
| Province                                                                                                 | En CRH                                                                | En train classique |
| Sichuan                                                                                                  | Chengdu, Dujiangyan, Parc de Lidui, Pengzhou, Qingchengshan, Yingshan | Aucun              |

## Intermodalité

### Gare routière
Il n'y a pas de gare routière à proximité de la gare. Cependant, certains autobus de la ligne Chengdu - Dujiangyan y passent, et sont souvent exploités par des compagnies routières privées.

### Transport urbain
| Les transports urbains à la gare de Xipu |                             |                                                                                               |
| Nom d'arrêt                              | Position géographique       | Les lignes desservies,                                                                        |
| Xipu 犀浦                                | viaduc (station de métro)   | - Ligne 2                                                                                     |
| Xipu 犀浦                                | sous-sol (station de métro) | - Ligne 6 (mise en service en 2020)                                                           |
| Xipu Bus station 犀浦公交站              | à l'ouest de la gare        | 708, P07, P17, P20, P21, P22, P28, P29, P37, P40, P101, Ligne 5 de la navette pour l'aéroport |
| Xipu RER 犀浦快铁站                      | en face de la gare          | 116, 119, 231, 710a, 710, 720a, 720, 723, G173, P04                                           |

## Accessibilité
La gare est à proximité des routes nationales 213 et 317.